# Estación 108 Sul
La Estación 108 Sul es una de las estaciones del Metro de Brasilia, situada en Brasilia, entre la Estación 102 Sul y la Estación 112 Sul. La estación es equidistante de los dos extremos del Asa Sul.
Fue inaugurada en 2008 y atiende, además de habitantes y trabajadores de la localidad, a los visitantes del Club Unidad Vizinhança N°1.

## Cercanías
- Club Unidad Vizinhança N°1
- Casa D'Itália